# Tomasz Koperski
Tomasz Koperski (ur. 17 grudnia 1877, zm. 22 października 1969) – poseł na Sejm RP III kadencji.

## Życiorys
Po ukończeniu szkoły mechanicznej, maszynista kolejowy, służył w wojsku rosyjskim w latach 1900–1906 (wojna rosyjsko-japońska 1905 r.). W latach 1930–1935 poseł na Sejm RP, z listy nr 1, BBWR – Radom. Członek komisji: Komunikacji, Ochrony Pracy, do Walki z Drożyzną. 
Od 1935 r. na emeryturze. 
Zakupił gospodarstwo rolne (15 ha) w miejscowości Kolonia Andrzejówka, powiat Hrubieszów. W okresie okupacji niemieckiej więziony za niedostarczanie kontyngentów zboża. Do końca życia prowadził gospodarstwo. Zmarł we własnym domu w miejscowości Kolonia Andrzejówka. Pochowany na cmentarzu w Mirczu w grobie rodzinnym z żoną Wandą i córką Krystyną.